# قلعه کوزوکوئه
قلعه کوزوکوئه (به ژاپنی: 小机城, Kozukue-jō)، در کوهوکو-کو، یوکوهاما ، استان کاناگاوا در ژاپن قرار دارد.